# Tat'jana Ovečkina
Tat'jana Nikolaevna Kabaeva coniugata Ovečkina (in russo Татьяна Николаевна Кабаева-Овечкина?; Mosca, 19 marzo 1950) è un'ex cestista sovietica.
Ha vinto due medaglie d'oro alle olimpiadi con la Unione Sovietica nel 1976 e nel 1980, oltre a un campionato del mondo (1975) e sei europei. Oggi è a capo del programma di sviluppo del basket russo.

## Carriera
Nonostante un brutto incidente l'avesse costretta - all'età di sette anni - ad un anno di ospedale, Tat'jana Kabaijeva esordì a 16 anni nella Dinamo Mosca, mettendosi tanto in luce da divenire - tre anni più tardi - la capitana della nazionale a 19 anni.
Con la nazionale sovietica vinse tutto: due medaglie d'oro olimpiche (Montréal 1976 e Mosca 1980), una mondiale (1975), sei europee (consecutivamente, dal 1970 al 1980) e due Universiadi (1973 e 1977). Con la maglia della nazionale non perse mai un incontro internazionale ufficiale.
Sposò il calciatore Mikhail Ovečkin, da cui ha avuto due figli, uno dei quali, Aleksandr Ovečkin, è divenuto una stella dell'hockey su ghiaccio.

## Palmarès
- Torneo Olimpico: 2
Nazionale sovietica: 1976, 1980